# Senhora de Oliveira (ort)
Senhora de Oliveira är en ort i Brasilien.   Den ligger i kommunen Senhora de Oliveira och delstaten Minas Gerais, i den sydöstra delen av landet, 700 km sydost om huvudstaden Brasília. Senhora de Oliveira ligger 733 meter över havet och antalet invånare är 5 689.
Terrängen runt Senhora de Oliveira är kuperad åt nordost, men åt sydväst är den platt. Runt Senhora de Oliveira är det glesbefolkat, med 20 invånare per kvadratkilometer.. Närmaste större samhälle är Rio Espera, 15,1 km sydväst om Senhora de Oliveira.
Omgivningarna runt Senhora de Oliveira är huvudsakligen savann.